# Вайт-Голл (Алабама)
Вайт-Голл (англ. White Hall) — місто (англ. town) в США, в окрузі Лаундс штату Алабама. Населення — 806 осіб (2020).

## Географія

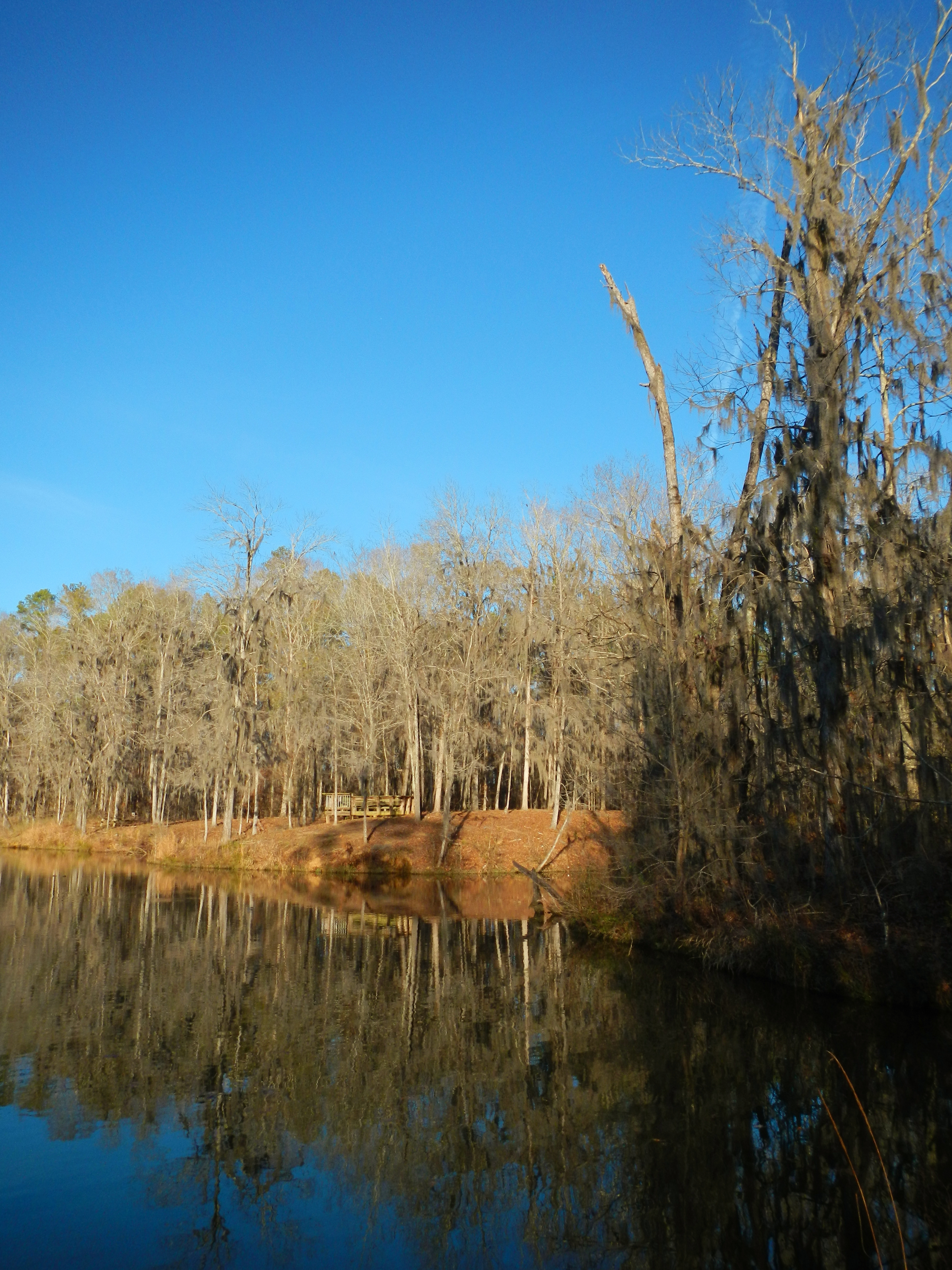
Річка Алабама на північний схід від Вайт-Голла.

Вайт-Голл розташований за координатами 32°17′58″ пн. ш. 86°42′55″ зх. д. / 32.29944° пн. ш. 86.71528° зх. д. (32.299544, -86.715366).  За даними Бюро перепису населення США в 2010 році місто мало площу 40,24 км², з яких 39,63 км² — суходіл та 0,61 км² — водойми.

## Демографія
Згідно з переписом 2010 року, у місті мешкало 858 осіб у 325 домогосподарствах у складі 224 родин. Густота населення становила 21 особа/км².  Було 386 помешкань (10/км²).
Расовий склад населення:
| - 95,6 % — чорних або афроамериканців - 2,4 % — білих - 0,2 % — корінних американців |

До двох чи більше рас належало 1,7 %. Частка іспаномовних становила 0,9 % від усіх жителів.
За віковим діапазоном населення розподілялося таким чином: 25,2 % — особи молодші 18 років, 62,6 % — особи у віці 18—64 років, 12,2 % — особи у віці 65 років та старші. Медіана віку мешканця становила 36,9 року. На 100 осіб жіночої статі у місті припадало 86,5 чоловіків;  на 100 жінок у віці від 18 років та старших — 77,8 чоловіків також старших 18 років.
Середній дохід на одне домашнє господарство  становив 29 072 долари США (медіана — 18 462), а середній дохід на одну сім'ю — 37 745 доларів (медіана — 27 344). Медіана доходів становила 31 827 доларів для чоловіків та 26 250 доларів для жінок. За межею бідності перебувало 42,7 % осіб, у тому числі 60,4 % дітей у віці до 18 років та 46,4 % осіб у віці 65 років та старших.
Цивільне працевлаштоване населення становило 220 осіб. Основні галузі зайнятості: виробництво — 16,8 %, освіта, охорона здоров'я та соціальна допомога — 16,4 %, мистецтво, розваги та відпочинок — 15,5 %, публічна адміністрація — 15,0 %.

## Відомі люди

### Народились
- Бен Воллес (1974) — професійний баскетболіст, який грав на позиції центрового і важкого форварда. Чотири рази (2002, 2003, 2005, 2006) визнавався найкращим гравцем оборони НБА.